# والي كوينتون
والي كوينتون (بالإنجليزية: Wally Quinton)‏ (13 ديسمبر 1917 في المملكة المتحدة - 1996 بشفيلد في المملكة المتحدة) هو لاعب كرة قدم بريطاني (وحمل سابقاً جنسية المملكة المتحدة لبريطانيا العظمى وأيرلندا) في مركز الظهير. لعب مع برمنغهام سيتي وشروزبري تاون ونادي برينتفورد ونادي روذرهام يونايتد وDinnington Athletic F.C. ‏ وسنوداون كولياري ولفير ‏.